# Вестсплејнинг
Вестсплејнинг (ен. Westsplaining; мешавина речи запад и неформалне форме splaining настале од explaining) је пејоративни термин који представља критику друштвено-политичких погледа западног света на Централну и источну Европу и њене историјске и тренутне односе са Совјетским Савезом и Русијом.   
Реч је постала вирална током руске инвазије на Украјину након што су Јан Смолењски и Јан Дуткиевицз дефинисали да реч значи „[]феномен људи из Англосфере који гласно намећу своју аналитичку шему и политичке рецепте на [средњу и источну Европе“. ] регион“, који „игноришу гласове из региона“.
Термин се појавио на новинском сајту Balkan Insight 2017. године, где је уредник насловио чланак „Westsplaining the Balkans“. У чланку, аутор Срђан Гарчевић, наводи: „Балканизам рађа најгори тип туриста – оне која након читања једне књиге и неколико дана у региону 'вестспејнују' историју и политику локалцима.
Поједини аутори су критиковали политички Запад да су игнорисали искуство народа источне Европе у контексту руске инвазије на Украјину и да је став западњака био примјер вестплјеновања.